# Мармелад (джем)
Мармелад (англ. marmalade) — традиційний десерт британської кухні: джем з цитрусових зі шматочками цедри.

## Історія
Ще за доби античності у греків та римлян існував рецепт десерту з увареної з медом айви . Римляни консервували фрукти, занурюючи їх у посуд з гарячим вином та медом. Надалі, в Західному Середземномор'ї (Іспанія, Португалія, південна Італія), а також у Румунії, рецепт трансформувався в айвовий мармелад (у Румунії та Молдові відомий під назвою кітоноаге) — зазвичай пластовий і майже твердий, так що його можна різати ножем (але на півдні Італії зустрічається і варіант, що нагадує дуже густе повидло, яке можна накладати ложкою). На північ, у Франції, існував подібний рецепт — айвового котиньяка. Згідно з ранніми англійськими портовими записами, слово «мармелад» — португальського походження, від португальського «marmelo» — «айва» .
Перші згадки мармеладу на землях Британії пов'язані з епохою короля Генріха VIII . В 1524 році король отримав у подарунок від якогось містера Холла з Ексетера «коробочку мармеладу» . У 1530 році «мармалет», що швидко увійшов у моду (англ. Marmalet) вже подавали гостям на весіллі доньки впливового та багатого аристократа сера Джона Невіла (англ.). А якийсь Вільям Гретт у 1534 році писав віконтові Лайлу «Я надіслав вашій світлості коробку мармеладу, і ще одну — благородній леді, вашій дружині». Таким чином, у 1520-х та 1530-х роках в Англії айвовий мармелад, що ввозився з Португалії (на це вказує запозичення назви), вважався дорогим подарунком і рідкісним делікатесом.

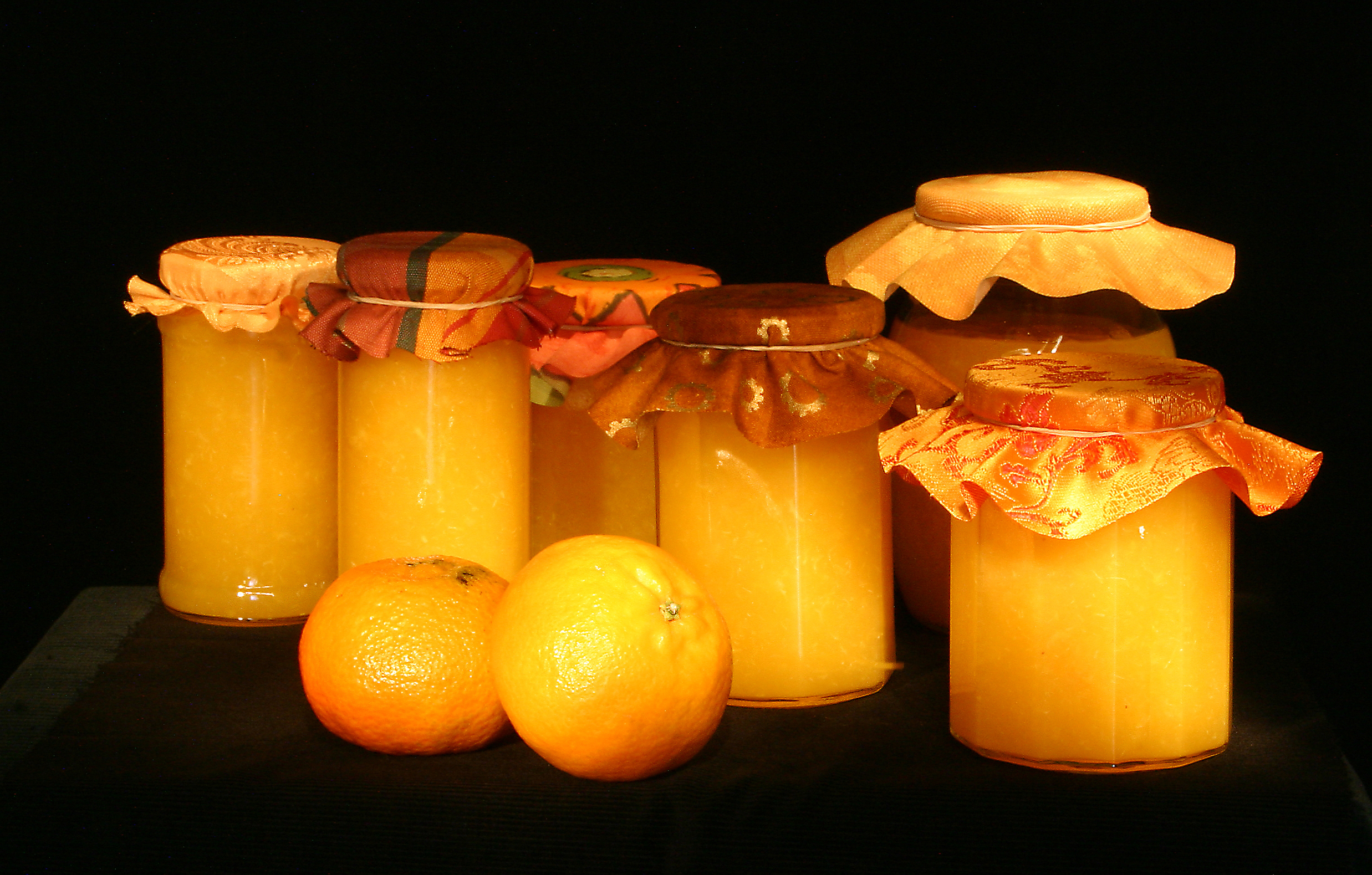
Баночки домашнього апельсинового мармеладу.

Перший відомий власне британський рецепт мармеладу з померанців (різновид цитрусових) датований 1677 роком. Сьогодні він зберігається в архіві міста Честера, графство Чешир. Неясно, чому айва була замінена померанцями, оскільки ні той, ні інший фрукт не росте у Британії, але, очевидно, померанці було простіше транспортувати.
Приблизно в цей час змінилася й консистенція мармеладу — з пластового він перетворився на желеподібний джем. Особливою популярністю мармелад у XVIII столітті та пізніше користувався у Шотландії. Вважається, що саме там, на початку XIX століття, він остаточно набув сучасного вигляду — напівпрозорого цитрусового джему з дрібними шматочками цедри. Вже до початку XVIII століття мармелад був досить популярною і доступною стравою, тому що його рецепти наводилися в куховарських книгах, адресованих середньому класу, і протиставлялися «придворним» куховарським книгам.
При цьому у США британський мармелад тривалий час залишався практично невідомим. Коли американська письменниця Луїза Мей Олкотт (1832—1888), авторка роману «Маленькі жінки», відвідала Велику Британію, то в листах, відправлених на батьківщину, в Америку, особливо відзначила любов до мармеладу та холодної шинки, як рису, характерну саме для британців. Цікаво, що й у наступні роки, незважаючи на багаторазове покращення можливостей для експорту, мармелад у США так не завоював популярності, порівнянної з британською.

## Сучасність
Сьогодні мармелад у Великій Британії виробляється з різних цитрусових: померанців, лимонів, лаймів, грейпфрутів, мандаринів, апельсинів, бергамоту або їх поєднань. При цьому в законодавстві Євросоюзу (у той період, коли до нього входила Велика Британія) було офіційно закріплено, що сировиною для виробництва мармеладу можуть бути лише цитрусові, тоді як у Канаді законодавство дозволяє виробляти також ананасовий та інжирний мармелад (фактично джем).
Мармелад їдять, намазуючи на хліб, найчастіше він подається до чаю. Поширеним конкурентом мармеладу у Великій Британії є лимонний крем, для приготування якого дрібно потовчені лимони уварюють на водяній бані з яєчними жовтками, олією та цукром.
Мармелад та його місце у житті британців неодноразово знаходили свій відбиток у літературі. Про нього писали Джейн Остін, Агата Крісті, Алан Олександер Мілн у «Баладі про королівський бутерброд», проте, найчастіше — Майкл Бонд у серії дитячих книг про ведмедика Паддінгтона, який у себе на батьківщині за популярністю конкурує з Вінні-Пухом . Паддінгтон, головний герой серії книг, віддавав перевагу мармеладу будь-якій іншій їжі, і завжди носив його з собою. Вихід фільму « Пригоди Паддінгтона» у 2014 році навіть призвів до статистично помітного, хоч і не грандіозного, стрибка продажів мармеладу у Великій Британії .
У сучасній Великій Британії проводиться щорічний конкурс на найкращий домашній мармелад, переможець якого отримує право продати свою ремісничу продукцію в елітному лондонському універмазі Fortnum&Mason .